# 1877年逝世人物列表
1877年逝世人物列表：1月 - 2月 - 3月 - 4月 - 5月 - 6月 - 7月 - 8月 - 9月 - 10月 - 11月 - 12月
下面是1877年逝世的知名人士列表。

## 1月至6月
- 1 月 1 日——卡爾·馮·烏爾班，奧地利陸軍元帥（自殺）（生於 1802 年)
- 1 月 2 日——亞歷山大·貝恩，蘇格蘭發明家（生於 1811 年)
- 1 月 4 日——科尼利厄斯·范德比爾特，美國企業家（生於 1794 年)
- 1月20日 – 拿督Maharajalela Lela，馬來民族主義者
- 2月18日——亨麗埃塔·賓厄姆，美國編輯（生於1841年)
- 2月20日
- 路易士·戈茲伯勒，美國海軍上將（生於 1805 年)
- 瑪麗·西蒙，德國護士（生於 1824 年）[15]
- 2月25日——榮格·巴哈杜爾·拉納，尼泊爾統治者（生於1817年)
- 3 月 1 日——安東尼·派特克，波蘭製表師（生於 1811 年)
- 3 月 24 日——沃爾特·白芝浩，英國商人、散文家和記者（生於 1826 年)
- 3 月 25 日——卡羅琳·奇斯霍爾姆，澳大利亞人道主義者（生於 1808 年)
- 3 月 31 日——惡霸海耶斯，美國出生的加勒比黑鳥（被殺）（生於 1827 年或 1829 年）
- 4 月 8 日——貝納迪諾·安東尼奧·戈麥斯，葡萄牙醫生和博物學家（生於 1806 年)
- 4 月 14 日——康斯坦丁·伯恩哈德·馮·沃伊茨-雷茨，普魯士將軍（生於 1809 年)
- 4 月 15 日——JPC 埃蒙斯，美國律師和政治家（生於 1818 年)
- 5月6日——J.L.魯內貝格，芬蘭民族詩人（生於1804年）[16]
- 5 月 19 日——夏洛塔·朱爾斯特倫，瑞典女演員和劇院經理（生於 1807 年)
- 5月26日——木戶高吉，日本政治家（生於1833年)
- 6 月 3 日
- 路德維希·里特·馮·科歇爾，奧地利音樂學家（生於 1800 年)
- 符騰堡的蘇菲，荷蘭王后（生於 1818 年)
- 6 月 17 日——約翰·史蒂文斯·卡博特·阿博特，美國歷史學家、牧師和教育作家（生於 1805 年)
- 6 月 22 日——約翰·戈茲伯勒，美國海軍準將（生於 1809 年)

## 7月至12月
- 7 月 16 日——撒母耳·麥克萊恩，美國國會議員（生於 1826 年)
- 7 月 27 日——約翰·弗羅斯特，英國憲章派領袖（生於 1784 年)
- 8 月 2 日——卡爾·弗裡德里希·馮·斯坦梅茨，普魯士陸軍元帥烏爾都語（生於 1796 年)
- 8 月 8 日——威廉·洛維特，英國憲章派領袖（生於 1800 年)
- 8 月 17 日——以撒·亞倫，英國出生的醫生，《澳大利亞醫學雜誌》的所有者和澳大利亞醫學協會秘書（生於 1804 年)
- 8月29日——楊百翰，美國摩門教領袖（生於1801年)
- 8 月 30 日——拉斐爾·塞姆斯，美國和邦聯海軍軍官（生於 1809 年)
- 9月2日——康斯坦丁諾斯·卡納里斯，希臘政治家（生於1795年)
- 9 月 3 日——阿道夫·梯也爾，法國歷史學家、政治家（生於 1797 年)
- 9 月 5 日——瘋馬，美國奧格拉拉·拉科塔酋長（生於 1840-45 年）
- 9 月 12 日——艾米莉·佩皮斯，英國兒童日記作家（生於 1833 年)
- 9 月 13 日——亞歷山大·赫爾庫拉諾，葡萄牙作家和歷史學家（生於 1810 年)
- 9 月 17 日——亨利·福克斯·塔爾博特，英國攝影師（生於 1800 年)
- 9月24日——西鄉隆盛，日本武士（生於1828年)
- 10 月 3 日——詹姆斯·羅斯福·貝利，新澤西州紐瓦克市第一位羅馬天主教主教，巴爾的摩第八任大主教（生於 1814 年)
- 10 月 10 日——約翰·格奧爾格·拜特，瑞士語言學家、文本評論家（生於 1801 年)
- 10 月 16 日——西奧多·巴里埃，法國劇作家（生於 1823 年)
- 10 月 28 日——裘莉婭·卡瓦納，愛爾蘭小說家（生於 1824 年)
- 10 月 29 日——內森·貝德福德·福雷斯特，美國南北戰爭將軍，三K黨第一任大巫師（生於 1821 年)
- 11 月 1 日——奧利弗·莫頓，美國政治家（生於 1823 年)
- 11 月 2 日——弗裡德里希·格拉夫·馮·弗蘭格爾，普魯士陸軍元帥（生於 1784 年)
- 12 月 12 日——何塞·德·阿倫卡爾，巴西小說家（生於 1829 年)
- 12 月 17 日——路易·德·奧雷爾·德·帕拉迪斯，法國將軍（生於 1804 年)
- 12月29日——安吉莉卡·辛格爾頓·范布倫，美國代理第一夫人（生於1818年)
- 12月30日——威廉·科米克，英國血統的伊朗卡扎爾醫生（生於1822年）[17]
- 12 月 31 日——古斯塔夫·庫爾貝，法國畫家（生於 1819 年)

## 日期不詳
- 尼古拉·戈萊斯庫，羅馬尼亞第 9 任總理（生於 1810 年)